# Electric Fields
Electric Fields – australijski duet muzyczny grający muzykę elektroniczną z elementami kultury aborygeńskiej. Reprezentanci Australii w 68. Konkursie Piosenki Eurowizji (2024).
Motto zespołu brzmi „Bypass the barriers” (pol. omiń bariery). Opisują siebie jako „dwójka kobiecych braci” i zwracają się do siebie nawzajem poprzez wyrażenia mala (młodsze rodzeństwo) i tjutja (starszy brat) – Ross jest starszy od Fieldinga. W wywiadzie dla Dna Magazine przyznali, że mimo tego, iż kochają siebie nawzajem, jest to miłość platoniczna.

## Historia

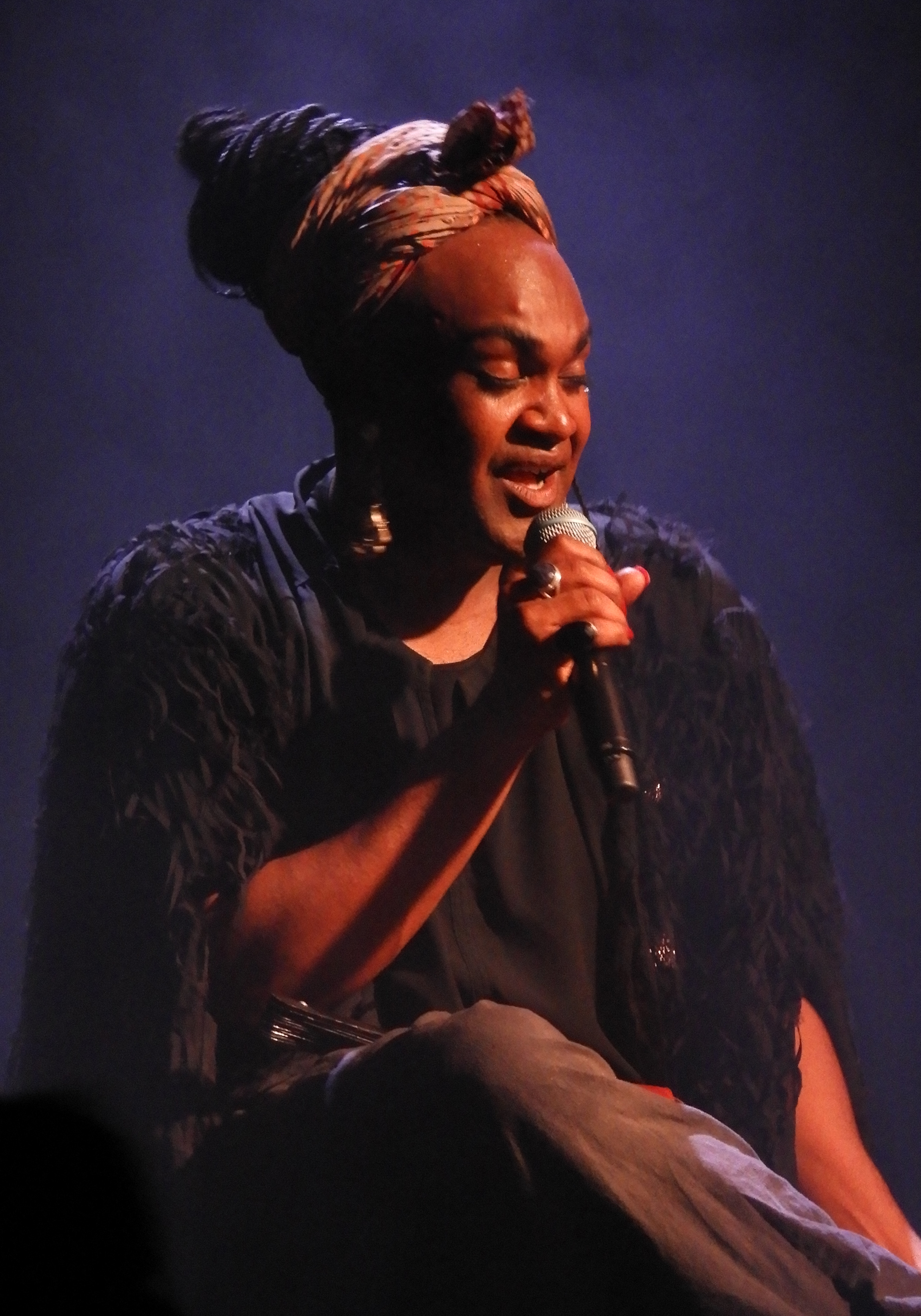
Zaachariaha Fielding występujący podczas trasy koncertowej 2000 and Whatever (2019)

Zespół został założony w 2015 roku i składa się z Zaachariaha Fieldinga (ur. 1991) oraz Michaela Rossa. Obydwoje wzięli udział w australijskiej odsłonie programu The X Factor, lecz w różnych edycjach – Ross wziął udział w przesłuchaniach w 2011, a Fielding dwa lata później. Ich siedziba znajduje się w Adelaide w stanie Australia Południowa.
Rodzina Fieldinga wywodzi się z miejscowości Mimili w stanie Australia Południowa, która wchodzi w skład Aṉangu Pitjantjatjara Yankunytjatjara (APY Lands) – słabo zaludnionego samorządu terytorialnego zamieszkanego przez lokalnych Aborygenów; jego dziadek był częścią skradzionych pokoleń, a piosenkarz przeprowadził się z powrotem na te ziemie wraz z ojcem w wieku 8 lat. Jego przeprowadzka na ziemie Aborygenów i poznanie tożsamości rdzennej ludności APY Lands wykształtowała jego późniejszą twórczość jako główny wokalista zespołu, edukował się on bowiem w kierunku muzyki rdzennych mieszkańców Australii i zaczął produkować własne utwory w Centre for Aboriginal Studies in Music na University of Adelaide. Duet tworzy muzykę w jęzkach yankunytjatjara, pitjantjatjara oraz angielskim.
W 2016 roku wydali swoją debiutancką EP-kę Inma. W tym samym roku zgarnęli nagrodę Emily Burrows przyznawaną oryginalnym artystom i zespołom muzycznym ze stanu Australia Południowa, a rok później zwyciężyli w kategorii Najlepszy nowy talent roku podczas ceremonii NT Indigenous Music Awards. Pod koniec 2018 roku byli tematem filmu dokumentalnego Głos z pustyni, części serii Nasze opowieści, w której występują wschodzący rdzenni australijscy twórcy. Ukazuje on m.in. występ zespołu podczas gali NT Indigenous Music Awards oraz relację z wizyty Fieldinga w Mimili i analizę jego wczesnych doświadczeń życiowych dorastania w odległej miejscowości rdzennych mieszkańców Australii ijego rozwoju artystycznego oraz osobistego.
W lutym 2019 z utworem „2000 and Whatever” zajęli drugie miejsce w programie Eurovision – Australia Decides, będącym australijskimi eliminacjami do 64. Konkursu Piosenki Eurowizji. W 2020 roku wydano utwór „Would I Lie” w kolaboracji z norweskim zespołem Keiino. W lutym 2021 wykonali utwory „Don't You Worry” i „Gold Energy” na Sydney Cricket Ground w ramach obchodów Sydney Gay and Lesbian Mardi Gras, a pod koniec tamtego roku podpisali kontrakt z wytwórnią muzyczną Warner Music Australia. W lutym 2023 wydali „We the People”, oficjalny utwór przewodni WorldPride i zagrali na koncercie inaugurującym to wydarzenie w Sydney.
W 2024 roku zostali wewnętrznie wybrani przez australijskiego nadawcę Special Broadcasting Service (SBS) do reprezentowania kraju w 68. Konkursie Piosenki Eurowizji w Malmö z utworem „One Milkali (One Blood)”.